# РАТ (радиостанция)
РАТ — советская армейская автомобильная радиостанция, разработанная в 1936 году на заводе № 208 им. Коминтерна в Ленинграде, главное средство обеспечения радиосвязи Генерального штаба с фронтами во время Великой Отечественной войны. Размещалась на трёх автомобилях.

## Разработка и производство
Радиостанция РАТ разработана в 1936 году коллективом конструкторов: Г. С. Ханевский, Е. И. Каменский, М. С. Ткачёв и Г. А. Зейбленок (руководитель). Войсковые испытания состоялись в 1937 году, после окончания испытаний и модернизации отдельных узлов РАТ поступила в массовое производство. Радиостанция выпускалась на Ленинградском (с началом войны этот завод был эвакуирован в Новосибирск) и Горьковском заводах Народного комиссариата электропромышленности, выпускавшими радиостанции РАФ, 11-АК, 11-АК-М1 и РСБ-Ф. Радиостанция РАТ выпускалась в стационарном варианте «Даль-Г» подвижном варианте, последний монтировался в машине ЗИС-6 (силовая часть) и двух ЗИС-5 (передающая и приёмная части).
В начале войны выпуск был значительно увеличен, однако из-за невозможности обеспечить заводы-изготовители всеми комплектующими изделиями расширить производство и полностью удовлетворить потребности войск не удалось. Замена высококачественных материалов на более простые и снижение уровня обработки приводило к ухудшению качества радиостанций, равно как и ухудшилась подготовка кадров в связи с эвакуацией заводов. К 1943 году фронты, армии и корпуса были оснащены 27 подобными радиостанциями.

## Применение в войне
В 1942—1943 годах в войска была поставлена 41 радиостанция типа РАТ, что усугублялось большими потерями в войне (за первый год войны РККА потеряла 19 таких радиостанций, в последующие годы — 31). В начале войны у штаба каждого фронта была только одна радиостанция РАТ, и лишь к концу 1942 года удалось обеспечить снабжение штаба минимум двумя радиостанциями. За всю войну были выпущены всего 122 станции. Два комплекта аппаратуры «Алмаз», обеспечивавшие буквопечатание, использовались на радиостанции РАТ штаба Западного фронта ещё в самом начале войны, а к концу 1942 года подобные образцы были уже в каждом штабе фронта. В 1942 и 1944 годах в Новосибирске была проведена модернизация РАТ (модификация РАТ-44 или РАТ-Г с двумя приёмниками УС-3С), а в 1945 году разработан её более совершенный вариант с более высокими характеристиками.
В 1940 году на заводе имени Коминтерна разработали радиоузел РА, который должен прийти на замену РАТ. Первый экземпляр вышел на испытание в самый первый день войны, позже был изготовлен и второй экземпляр. Оба доставили на Западный фронт, однако во время битвы за Москву радиостанции погибли. Массовое производство этих радиостанций наладить не удалось.
Радиостанции РАТ использовались, в частности, на Северо-Западном фронте для связи со штабом ВВС РККА в Москве. Начальниками радиостанции были капитаны И. М. Неминущий и Н. И. Алпатов. Через радиостанцию РАТ осуществлялась телеграфная связь со штабом ВВС и буквопечатающая радиосвязь по БОДО. Среди упоминаемых радистов фигурируют Николай Борисов, Иван Токарев, Пётр Ачканов, Нина Кверденева, Мария Лазарова, Нина Васильева и Евдокия Шуверова, а также электромеханики и шофёры, рядовые Леднев, Скрылев, Ломанов. Ежедневная передача радиостанций РАТ на эталонной частоте использовалась для настройки самолётных и наземных приёмников, а уже по ним — передатчиков.

## Состав и принцип работы
Приёмная часть состоит из двух 15-ламповых КВ-приёмников «Даль» и одного 12-лампового ДВ/СВ-приёмника «Дозор». Характеристики приёмников: супергетеродинные с однократным преобразованием частоты, с одним (реже с двумя) каскадами усиления промежуточной и низкой частоты. Чувствительность в телефонном режиме 5–10 мкВ, полоса пропускания 4 кГц. Приёмник типа УС имел погрешность шкалы рабочих частот до 5%.
Точность и устойчивость рабочих частот передатчика определялись кварцевым генератором, так как частоты генератора плавного диапазона были в 7–20 раз меньше частот кварцевого. Они обеспечивались благодаря применению оригинальной схемы получения сетки рабочих частот — преобразованию частот кварцевого коротковолнового генератора и длинноволнового генератора плавного диапазона с последующим выделением их суммарных и разностных частот. Это обеспечивало получение рабочих частот в диапазоне от 1,25 до 2,3 мГц (с двух- и трёхкратным умножением в последующих каскадах — в диапазоне от 2,5 до 12 мГц). Погрешность рабочих частот передатчика не превышала 0,05%.

## Характеристики

### Общие[1]
- Мощность:  от 1000 Вт до 1200 Вт, в зависимости от цифрового индекса после "РАТ"
- Радиус действия: 2000/600 км (телеграф/телефон)
- Источники питания:
  - Силовой агрегат: бензиновый двигатель ГАЗ (М-1), генераторы постоянного тока БРА-С2, АРН-С2 и ДРС-2[2]
  - Зарядный агрегат: двигатель Л-6, генератор ЗДН-3000, аккумуляторные батареи 5НКН-60[2]
- Среднее время развёртывания: 2 ч
- Экипаж: 17 чел.

### Передатчик[1]
- Диапазон: от 2,5 до 12 МГц
- Число фиксированных волн: 381[2]
- Антенны:
  - две подвешены на двух матчах высотой 20 м на расстоянии 30 м (по 7 колен каждая)
  - вертикальный диполь: два луча с 7 м с фидером длиной 20 м
  - наклонный уголок: два луча по 16 м с фидером длиной 14 м

### Приёмник[1]
- Диапазон:
  - «Даль»: от 1,5 до 12 МГц
  - «Дозор»: средние и длинные волны
- Число фиксированных волн: 421[2]
- Антенны: ромбическая с фидером, вертикальный вибратор, длинноволновая